# Jerry Pournelle
Jerry Pournelle (Shreveport, Louisiana, 1933. augusztus 7. – Studio City, Kalifornia, 2017. szeptember 8.) amerikai sci-fi-szerző, esszéíró, kiadó, újságíró.

## Életpályája
Katonaként szolgált a koreai háborúban, mérnöki végzettsége mellett pszichológiai és politológiai doktorátussal rendelkezik. 15 éven át dolgozott az amerikai űrprogramban, egy időben pedig politikai kampányfőnökként tevékenykedett.
Első publikációi technikai és tudományos témájúak voltak.

## Sci-fi munkássága
Első novelláját 1971-ben jelentette meg az Astounding, ez volt a Peace with Honor (Dicsőséges béke). Erre a novellájára építette fel CoDominium néven saját világát, melynek hőse, Falkenberg egy katonai zseni, aki a katonai jelenlétet akarja erőltetni az emberi világokon.
Azonban a legnagyobb elismerést a Larry Nivennel közösen írt Szálka Isten szemében című regény hozta meg számára. Később még több regényt írtak közösen: Inferno (1976), Lucifer's Hammer (1977), Footfall (1985) stb., emellett Pournelle együttműködött Steven Barnesszal és Michael Flynn-nel is.

## Regényei
- Birth of Fire (1976)
- Beowulf's Children / The Dragons of Heorot (1995) (kollaboráció Steven Barnes-szal és Larry Nivennel)
- The Burning City (Larry Nivennel)
- Burning Tower (a The Burning City folytatása, Larry Nivennel)
- The Children's Hour (S. M. Stirlinggel)
- Exiles to Glory (1977)
- Footfall (Larry Nivennel)
- Go Tell The Spartans (S. M. Stirlinggel)
- The Gripping Hand / The Moat Around Murcheson's Eye (1993) (Larry Nivennel)
- High Justice (1972–1975)
- The Houses of the Kzinti (S. M. Stirlinggel és Dean Inggel)
- Inferno (Larry Nivennel)
- Janissaries
- Janissaries II: Clan and Crown (Roland J. Greennel)
- Janissaries III: Storms of Victory (Roland J. Greennel)
- Janissaries IV: Mamelukes (munkacím, még nem adták ki)
- The Legacy of Heorot (1987) (Larry Nivennel és Steven Barnesszal)
- Lucifer's Hammer (Larry Nivennel)
- Men of War (1993)
- The Mercenary (1977)
- The Mote in God's Eye (Larry Nivennel)
  - Szálka Isten szemében (ISBN 9639073261), A szálkák (2. rész)
- Oath of Fealty (Larry Nivennel)
- Prince of Mercenaries
- Prince of Sparta (S. M. Stirlinggel)
- Red Heroin (Wade Curtis álnéven) (1965)
- Red Dragon (Wade Curtis álnéven) (1970)
- A Spaceship for the King (1973) / King David's Spaceship (hosszabb változat) (1981)
- Starswarm (2003)
- There Will be War (John F. Carr-ral), I-XI. kötet
- Tran (Roland J. Greennel, a Janissaries II: Clan és a Janissaries III: Storms of Victory regények egykötetes kiadása)
- West of Honor (1976)
- Fallen Angels (Larry Nivennel és Michael Flynn-nel) (1991) (Prometheus-díjjal kitüntetett) (ISBN 0-7434-3582-6)

## Magyarul
- Larry Niven–Jerry Pournelleː Szálka Isten szemében (1974); ford. Békési József; Aquila–Cherubion, Debrecen, 1998 (Galaxis sf könyvek)
- Larry Niven–Jerry Pournelleː A szálkák. A Szálka Isten szemében 2. része; ford. Békési József; Aquila–Cherubion, Debrecen, 1999 (Galaxis sf könyvek)